# Campionati europei di 470 1979
I Campionati europei di 470 1979 si sono svolti a Dénia, in Spagna, dal 6 al 15 luglio 1979.

## Podi
| Evento   | Oro                                        | Argento                                    | Bronzo                            |
| 470 Open | Israele Shimshon Brokman Eitan Friedlander | Germania Ovest Wolfgang Hunger Niels Korte | Polonia Leon Wróbel Tomasz Stocki |

## Medagliere
| Posiz. | Nazione        | Oro | Argento | Bronzo | Totale |
| ------ | -------------- | --- | ------- | ------ | ------ |
| 1      | Israele        | 1   | 0       | 0      | 1      |
| 2      | Germania Ovest | 0   | 1       | 0      | 1      |
| 3      | Polonia        | 0   | 0       | 1      | 1      |
| Totale | Totale         | 1   | 1       | 1      | 3      |